# Darjeelingspecht

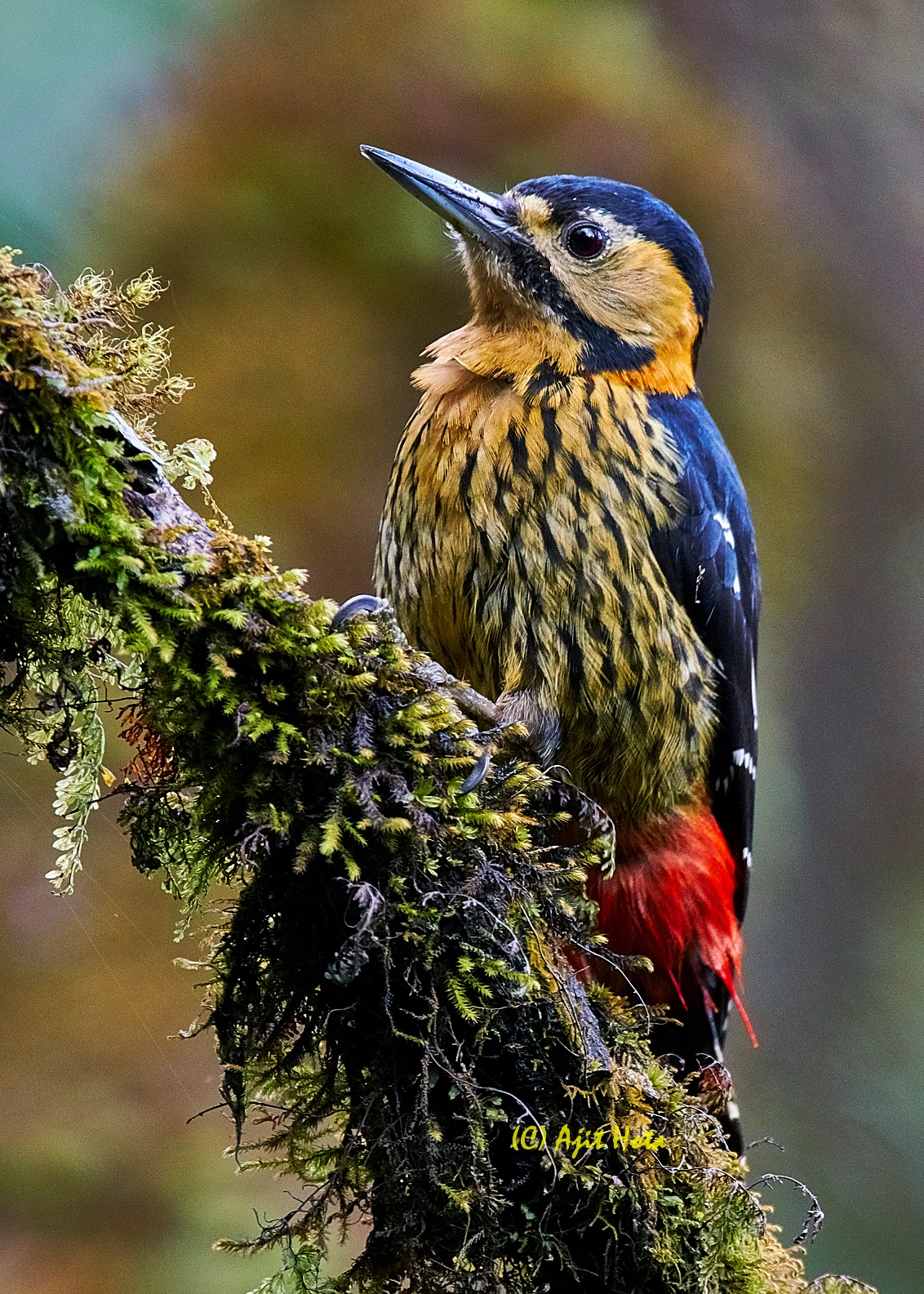
Darjeelingspecht im Singalila-Nationalpark, Indien

Der Darjeelingspecht (Dendrocopos darjellensis) ist eine Vogelart aus der Familie der Spechte (Picidae).
Der Vogel kommt im nördlichen Teil des Indischen Subkontinentes vor in China, Indien, Myanmar, Nepal und Vietnam.
Der Lebensraum umfasst Berg-, Nebelwald mit moosbedeckten Bäumen, offene baumbestandene Flächen, auch Rhododendronwald meist oberhalb von 1500 oder 2500 bis 3500 bis fast 4000 m Höhe.
Die Art ist Standvogel, allerdings finden Höhenwanderungen im Winter statt (Strichvogel).
Das Artepitheton bezieht sich auf die Region Darjeeling.

## Merkmale
Der Vogel ist 23 bis 25 cm groß und wiegt zwischen 61 und 87 g. Das Männchen hat einen weißlichen Stirnansatz, Schwarz an Stirn und Vorderscheitel, dahinter Rot bis zum Nacken, dann in Schwarz übergehend. Seitlich ist der Nacken goldgelb. Die Kopfseiten sind weißlich, die Zügel weiß, ein breiter schwarzer Kinnstreif zieht unter den Ohrdecken nach hinten und seitlich bis zur Oberbrust. Die Oberseite ist schwarz, die Flügel mitunter etwas brauner, die inneren Flügeldecken sind großteils weiß, die Flugfedern haben schmale weiße Binden. Die Schwanzoberseite ist schwarz, die äußeren Steuerfedern haben weiße bis blass gelbbraune Binden. Kinn und Brustansatz sind bräunlich bis gelbbraun, die Unterseite gelblich bis gelbbraun mit breiter schwarzer Strichelung, Flanken und Bauch sind häufig gestreift, die Unterschwanzdecken rosa bis rot. Der lange gerade Schnabel ist dunkel grau bis schwärzlich, der Unterschnabel blassgrau, an der Basis leicht grünlich. Die Iris ist rot bis rotbraun mit schiefergrauem Augenring, die Beine sind graugrün.
Beim Weibchen ist der gesamte Scheitel schwarz. Jungvögel haben kein Goldgelb am Nacken, sind blasser, an der Kehle gestrichelt und stärker gestreift, die Augen sind dunkelbraun.

## Geografische Variation
Die Art wird als monotypisch angesehen von Avibase und Birdsoftheworlds. Allerdings unterscheidet WorldBirdList folgende Unterarten:
- D. d. darjellensis (Blyth, 1845), Nominatform – Nepal und Nordosten Indiens bis Südchina und Nordwestvietnam
- D. d. desmursi (J. P. Verreaux, 1871), – Zentralchina, etwas kleiner

## Stimme
Der Ruf wird als einfaches „tsik“ beschrieben, als Alarmruf in einer schnellen Folge beschrieben. Die Art trommelt während der Brutzeit viel.

## Lebensweise
Die Nahrung besteht aus Larven holzbohrender Insekten, die meist einzeln oder paarweise gesucht werden, auch mal in gemischten Jagdgemeinschaften auf allen Ebenen des Lebensraumes.
Die Brutzeit liegt zwischen April und Mai im westlichen Teil des Verbreitungsgebietes. Die Nisthöhle wird in 1 bis 2 m Höhe gebaut. Das Gelege besteht aus 2 bis 4 Eiern.

## Gefährdungssituation
Die Art gilt als nicht gefährdet (Least Concern).